# Mimetite-M
La mimetite-M è un minerale precedentemente conosciuto come clinomimetite. La specie non è stata più accettata dall'IMA dal 2010 in quanto è un politipo della mimetite pertanto è da considerarsi una varietà.